# サアド・アル＝アブドゥッラー・アッ＝サバーハ
サアド・アル＝アブドゥッラー・アッ＝サーリム・アッ＝サバーハ（アラビア語: سعد العبد الله السالم الصباح, ラテン文字転写: Saʿd al-ʿAbd Allāh as-Sālim as-Sabāh、1930年 - 2008年5月13日）は第14代クウェート首長（在位：2006年1月15日 - 2006年1月24日）、サバーハ家当主。父はアブドゥッラー3世。従兄弟にジャービル・ビン・アリー・アッ＝サバーハ、ラチファ・ビン・ファハド＝アッ・サバーハらがいる。

## 生涯
1977年に慣例通りはとこにあたるジャービル家系のジャービル3世の太子兼首相になり、2006年、ジャービル3世の薨去により首長位を継承した。しかし、即位時には既に重病で、継承法の規定により議会に対し内閣から首長交代の要請がなされ、議会の全会一致で廃位された。サアド首長側は即位式まで待つよう要請したが、聞き入れられなかった。ジャービル3世の弟で首相兼太子のサバーハが首長位を継承した。2008年に78歳で薨去。